# Sila Sibiri
Đường ống Sức mạnh của Siberia (tiếng Nga: Сила Сибири), Sila Sibiri, trước đây gọi là đường ống Yakutia, Khabarovsk, Vladivostok) là một đường ống khí đốt tự nhiên ở Đông Xibia vận chuyển khí đốt tự nhiên từ Yakutia đến Primorsky Krai và Trung Quốc. Đây là một phần của tuyến đường khí đốt phía đông từ Xibia đến Trung Quốc.  Tuyến đường khí đốt phía tây được đề xuất đến Trung Quốc được gọi là Power of Siberia 2 (đường ống khí đốt Altai).

## Lịch sử
Vào ngày 29 tháng 10 năm 2012, tổng thống Vladimir Putin đã chỉ thị cho CEO của Gazprom bắt đầu xây dựng đường ống. Vào ngày 21 tháng 5 năm 2014, Nga và Trung Quốc đã ký một thỏa thuận khí đốt trị giá 30 tỷ đô la Mỹ, cần thiết để làm cho dự án khả thi. Công tác khởi công xây dựng đã được đưa ra vào ngày 1 tháng 9 năm 2014 tại Yakutsk bởi tổng thống Putin và phó thủ tướng Trung Quốc Trương Cao Lệ. Công tác xây dựng đường ống kết nối ở Trung Quốc bắt đầu vào tháng 6 năm 2015.
Vào ngày 4 tháng 9 năm 2016, Giám đốc điều hành của Gazprom Alexey Miller và Chủ tịch Tập đoàn Dầu khí Quốc gia Trung Quốc Wang Yilin đã ký một thỏa thuận xây dựng một cầu vượt dưới sông Amur cho đường ống. Hai đường hầm dưới sông đã được hoàn thành bởi Đường ống Dầu khí Trung Quốc vào tháng 3 năm 2019.
Vào ngày 4 tháng 9 năm 2016, Giám đốc điều hành của Gazprom Alexey Miller và Chủ tịch Tập đoàn Dầu khí Quốc gia Trung Quốc Wang Yilin đã ký một thỏa thuận xây dựng đường ống khí chôn ngầm dưới lòng sông Amur. Hai đường hầm dưới sông đã được đơn vị Đường ống dầu mỏ Trung Quốc hoàn thành vào tháng 3 năm 2019.
Đường ống được điền khí tháng 10 năm 2019. Khí bắt đầu được chuyển đến Trung Quốc ngày 2 tháng 2 năm 2019.

## Mô tả kỹ thuật
Đường ống dự kiến sẽ tổng mức đầu tư 770 tỷ rúp (12 tỷ đô la) và khoản đầu tư vào sản xuất khí đốt là 430 tỷ rúp (6,7 tỷ đô la). Công suất của đường ống đường kính 1.420 milimét (56 in) sẽ lên tới 61 tỷ mét khối mỗi năm (2,2 nghìn tỷ feet khối mỗi năm) khí đốt tự nhiên, trong đó 38 tỷ mét khối mỗi năm (1,3 nghìn tỷ feet khối khí mỗi năm) được cung cấp cho Trung Quốc. Áp suất công tác của đường ống là 9,8 9,8 mêgapascal (1.420 psi).

Đường ống có thể chịu được nhiệt độ thấp tới −62 °C (−80 °F). −62 °C (−80 °F). Các lớp phủ nanocomposit do Công ty Cổ phần Metaclay sản xuất và chế tạo sẽ được sử dụng để tăng tuổi thọ của đường ống. Hơn nữa, đường ống sẽ có thể chịu được động đất bằng cách kết hợp các vật liệu sẽ biến dạng dưới hoạt động địa chấn.  Lớp phủ bên trong đảm bảo hiệu quả năng lượng bằng cách giảm ma sát của bề mặt bên trong của đường ống.  Khối lượng của tất cả các đường ống được sử dụng để xây dựng đường ống lớn hơn 2,5 mega tấn.

## Tuyến ống

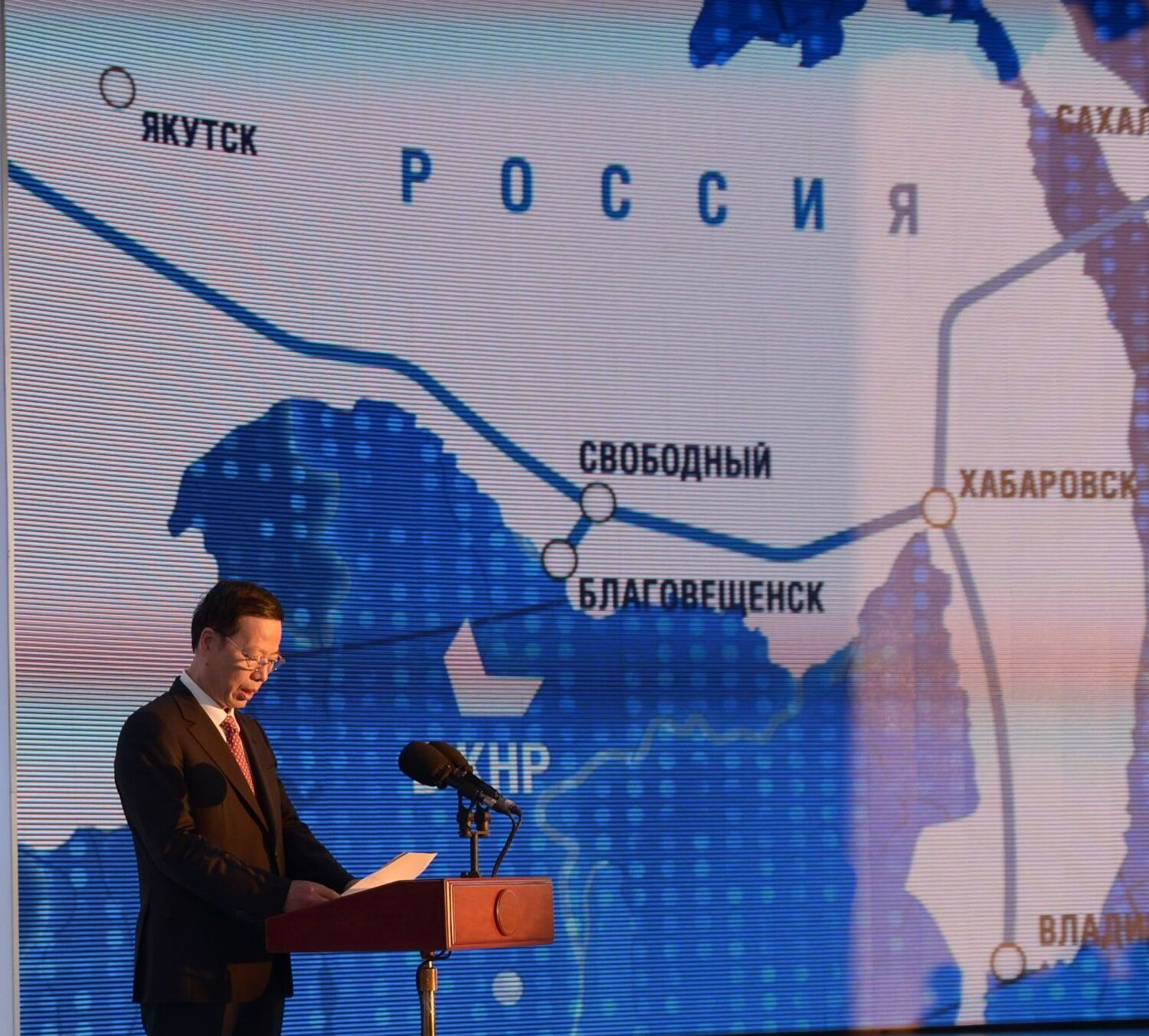
Sơ đồ tuyến ống Sức mạnh Siberia

Giai đoạn đầu tiên dài 2.200 km (1.400 dặm) của đường ống bắt đầu tử mỏ Chayanda ở Yakutia. Nó chạy một phần trong một hành lang tích hợp với giai đoạn thứ hai của đường ống dẫn dầu Đông Siberia-Thái Bình Dương. Tại Svobodny ở tỉnh Amur, đường ống được kết nối với Nhà máy xử lý khí Amur. Từ đó, các đường ống nhánh đi về phía nam đến Blagoveshchensk trên biên giới Nga Trung Quốc. hai đường hầm dài 1.139 mét (3.737 ft) dưới sông Amur, nó được kết nối với đường ống dài 3371 km (2.095 dặm) Hắc Hà-Thượng Hải ở Trung Quốc. Chúng cùng nhau tạo thành tuyến đường phía đông để cung cấp khí đốt từ Siberia đến Trung Quốc.

Giai đoạn 2 tuyến ống dài 800 kilômét  (500 mi) nối mỏ Kovykta với mỏ Chayanda. Việc mở rộng hơn nữa đường ống Sức mạnh Siberia sẽ tiếp tục từ Svobodny qua Birobidzhan đến Khabarovsk nơi đường ống sẽ được liên kết với đường ống đường ống dẫn khí Sakhalin–Khabarovsk–Vladivostok.
Thứ hai, tuyến ống phía tây - đường ống khí Altai, vào năm 2015 "bị hoãn trong một khoảng thời gian không xác định".